# Francesco Pio Tamburrino
Francesco Pio Tamburrino (ur. 6 stycznia 1939 w Oppido Lucano) – włoski duchowny rzymskokatolicki, benedyktyn, w latach 2003-2014 arcybiskup Foggia-Bovino.

## Życiorys
Święcenia kapłańskie przyjął 29 sierpnia 1965 w zakonie benedyktynów. Pracował w zakonnych placówkach w Wenecji, Novalesie, Agrano i Rzymie. Był także wykładowcą rzymskiego Anselmianum.
29 listopada 1989 został wybrany na opata Montevergine, wybór zatwierdzono 20 stycznia 1990. 14 lutego 1998 został mianowany biskupem Teggiano-Policastro. Sakrę biskupią otrzymał 25 marca 1998. 27 kwietnia 1999 został ogłoszony sekretarzem Kongregacji ds. Kultu Bożego i Dyscypliny Sakramentów. 2 sierpnia 2003 objął archidiecezję Foggia-Bovino. 11 października 2014 przeszedł na emeryturę.